# Hotline Bling
Hotline Bling ist ein Lied des kanadischen Rappers Drake. Die Single wurde am 31. Juli 2015 veröffentlicht und ist als Bonustrack auf Drakes viertem Studioalbum Views enthalten. Bei den Grammy Awards 2017 wurde das Lied in den Kategorien Beste Darbietung – Rap/Gesang und Bester Rap-Song ausgezeichnet.

## Komposition
Hotline Bling wird in die Genres R&B und Pop eingeordnet. Geschrieben wurde der Song von Drake, Timmy Thomas und Paul Jefferies, letzterer produzierte ihn ebenfalls. Der im Viervierteltakt und in d-Moll komponierte Song besitzt ein Tempo von 66–69 Schlägen pro Minute. Die Akkordfolge lautet Bbmaj7-Am7, der Stimmumfang reicht von F3 bis D5. Hotline Bling sollte ursprünglich nur ein Remix von D.R.A.M.s Lied Cha Cha darstellen. Musikalisch basiert das Lied auf einem Sample von Timmy Thomas Lied Why Canʼt We Life Together, Thomas wird daher auch als Autor von Hotline Bling gelistet. Inhaltlich beklagt sich Drake über seine Ex-Freundin, die sich seiner Meinung nach verändert hätte.

## Musikvideo
Drake kündigte das Video erstmals am 4. Oktober über seinen Instagram-Account an. Es wurde am 19. Oktober exklusiv auf Apple Music zur Verfügung gestellt. Das Video wurde komplett von Apple finanziert. Es wurde von Director X gedreht und wurde durch die Arbeiten von James Turrell inspiriert. Sowohl Drake selbst, als auch Damaris Lopez waren Darsteller im Video. Es wurde bei YouTube über 2 Milliarden Mal aufgerufen (Stand: Oktober 2024) und gehört damit zu den meistaufgerufenen YouTube-Videos.
Das Video wurde in Saturday Night Live parodiert und in der Netzkultur, insbesondere auf 4Chan, zu Memes weiterverarbeitet. Das bekannteste von ihnen zeigt Drake in oranger Jacke und einer abwehrenden Pose, um eine ablehnende Haltung zu einem Thema auszudrücken. Spätere Versionen ergänzten ein Bild mit positiver Gestik und Mimik, um Ablehnung und Zustimmung zu zwei Alternativen auszudrücken. Diese Memes fanden auch Jahre nach der Veröffentlichung des Videos noch breite Verwendung.

## Rezeption

### Kritiken
Hotline Bling erhielt überwiegen positive Kritiken. Für Felix Heinecker von Plattentests.de „beginnt der Song mit einem spärlichen Beat, Synthie-Flackern. Die hintergründige Melodie des Songs entfaltet sich jedoch nach und nach“. Tim Sendra von Allmusic bezeichnet Hotline Bling als einen „großen einprägsamen Hit-Song“. Pitchfork findet, dass der Text zwar typisch für Drake sei, aber der Beat und die Musik „großartig“ sei. Zusammengefasst klingt das Lied „wie ein Candle-Light-Dinner auf dem Dachboden“.

### Auszeichnungen bei Musikpreisen
Bei den Grammy Awards 2017 erhielt Hotline Bling den Grammy in den Kategorien Beste Darbietung – Rap/Gesang und Bester Rap-Song ausgezeichnet. Des Weiteren gewann das Lied bei den iHeartRadio Music Awards 2016 die Kategorie Hip Hop Song of the Year, bei den MTV Video Music Awards 2016 die Kategorie Best Hip-Hop Video (zusätzlich nominiert in den Kategorien Video of the Year und Best Male Video) und bei den American Music Awards 2016 die Kategorie Favorite Rap/Hip-Hop Song.

## Kommerzieller Erfolg

### Chartplatzierungen
Hotline Bling stieg am 9. Oktober 2015 auf Platz 92 in die deutschen Singlecharts ein. In der vierzehnten Chartwoche erreichte der Song mit Platz 18 die Top-20 und verblieb eine Woche in diesen. Für Drake war dies der sechste Charterfolg in diesen Singlecharts. Obwohl das Lied nicht in die Top-10 vordringen konnte, verblieb es insgesamt 28 Wochen in diesen Charts. Auch in den Ö3 Austria Top 40 und in der Schweizer Hitparade konnte sich Hotline Bling in den Top-20 platzieren. In die britischen Singlecharts stieg das Lied am 27. August 2015 auf Platz 74 ein. In der neunten Chartwoche erreichte es Platz 3 und war somit seine bis dato erfolgreichste Chartplatzierung als Solokünstler in Großbritannien. Insgesamt verbrachte Hotline Bling sechs Wochen in den dortigen Top-10 und 52 Wochen in den kompletten Charts. Bis April 2016 konnte sich das Lied im Vereinigten Königreich über 600.000 Mal verkaufen, dafür wurde Drake von der British Phonographic Industry mit einer Platin-Schallplatte prämiert.
Hotline Bling stieg am 22. August 2015 in die Billboard Hot 100 auf Platz 66 ein. Am 24. Oktober 2015 erreichte die Single ihre bisherige Spitzenposition auf Platz 2 und war somit neben Best I Ever Had seine bis dato erfolgreichste Chartplatzierung als Solokünstler in den USA. Weitere Top-10-Platzierungen gelangen dem Lied in Australien (Platz 2), Belgien (Flandern Platz 8, Wallonien Platz 5), Dänemark (Platz 5), Frankreich (Platz 9), Italien (Platz 9) und in den Niederlanden (Platz 6).
| ChartsChartplatzierungen       | Höchstplatzierung | Wochen |
| ------------------------------ | ----------------- | ------ |
| Deutschland (GfK)              | 18 (28 Wo.)       | 28     |
| Kanada (MC)                    | 3 (44 Wo.)        | 44     |
| Österreich (Ö3)                | 19 (21 Wo.)       | 21     |
| Schweiz (IFPI)                 | 13 (36 Wo.)       | 36     |
| Vereinigte Staaten (Billboard) | 2 (36 Wo.)        | 36     |
| Vereinigtes Königreich (OCC)   | 3 (52 Wo.)        | 52     |

| ChartsJahrescharts (2015)      | Platzierung |
| ------------------------------ | ----------- |
| Schweiz (IFPI)                 | 70          |
| Vereinigte Staaten (Billboard) | 30          |
| Vereinigtes Königreich (OCC)   | 40          |

| ChartsJahrescharts (2016)      | Platzierung |
| ------------------------------ | ----------- |
| Schweiz (IFPI)                 | 73          |
| Vereinigte Staaten (Billboard) | 24          |
| Vereinigtes Königreich (OCC)   | 90          |

| ChartsJahrescharts (2010–2019) | Platzierung |
| ------------------------------ | ----------- |
| Vereinigte Staaten (Billboard) | 92          |

### Auszeichnungen für Musikverkäufe
Für über 200.000 verkaufte Einheiten erhielt Drake vom Bundesverband Musikindustrie 2017 eine Goldene Schallplatte. Bis 2016 konnte sich die Single über zwei Millionen Mal in den Vereinigten Staaten verkaufen.
Hotline Bling wurde weltweit mit 3× Gold, 27× Platin und 4× Diamant ausgezeichnet. Damit wurden laut Auszeichnungen über 13,8 Millionen Einheiten der Single verkauft (inklusive Premium-Streaming).

| Land/Region                  | Auszeichnungen für Musikverkäufe (Land/Region, Auszeichnung, Verkäufe) | Verkäufe   |
| ---------------------------- | ---------------------------------------------------------------------- | ---------- |
| Australien (ARIA)            | 8× Platin                                                              | 560.000    |
| Belgien (BRMA)               | Platin                                                                 | 30.000     |
| Brasilien (PMB)              | 3× Diamant                                                             | 750.000    |
| Dänemark (IFPI)              | 2× Platin                                                              | 180.000    |
| Deutschland (BVMI)           | Gold                                                                   | 200.000    |
| Frankreich (SNEP)            | Platin                                                                 | 200.000    |
| Italien (FIMI)               | 3× Platin                                                              | 150.000    |
| Kanada (MC)                  | Platin                                                                 | 199.000    |
| Mexiko (AMPROFON)            | 7× Gold                                                                | 150.000    |
| Neuseeland (RMNZ)            | 3× Platin                                                              | 90.000     |
| Polen (ZPAV)                 | Platin                                                                 | 20.000     |
| Portugal (AFP)               | Platin                                                                 | 10.000     |
| Schweden (IFPI)              | 3× Platin                                                              | 120.000    |
| Spanien (Promusicae)         | Platin                                                                 | 40.000     |
| Vereinigte Staaten (RIAA)    | Diamant                                                                | 10.000.000 |
| Vereinigtes Königreich (BPI) | 2× Platin                                                              | 1.200.000  |
| Insgesamt                    | 2× Gold · 30× Platin · 4× Diamant ·                                    | 13.899.000 |

Hauptartikel: Drake (Rapper)/Auszeichnungen für Musikverkäufe